# Ernst Frederik Jacobi

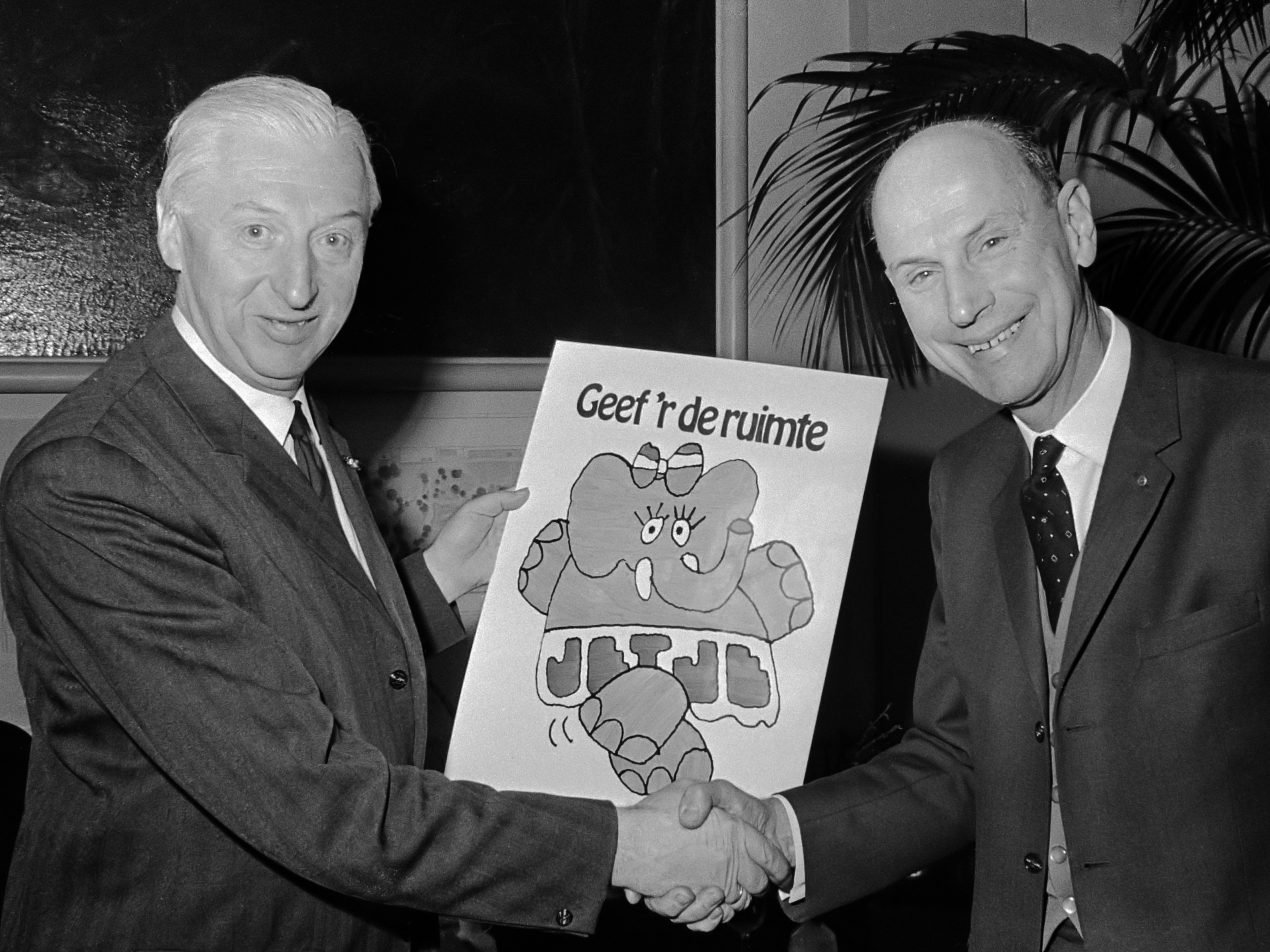
Hugo Bloemers en Ernst Jacobi (r.) (1971)

Ernst Frederik Jacobi (Amsterdam, 11 september 1908 – aldaar, 10 april 1994) was een Nederlands bioloog en de vierde directeur van dierentuin Natura Artis Magistra.

## Studie
Na de HBS in Leiden studeerde Jacobi Biologie aan de Universiteit van Leiden en in 1938 promoveerde hij tot doctor in de natuurwetenschappen. Vervolgens was hij directeur van de Rijkstuinbouwschool in Boskoop.

## Artis
In 1952 werd Jacobi aangesteld als adjunct-directeur van Artis en in 1953 volgde hij Armand Louis Jean Sunier op als directeur van de dierentuin. Onder zijn leiding vonden diverse vernieuwingen plaats zoals de opening van het nachtdierenhuis (1963), een van de eerste in Europa, de bouw van nieuwe verblijven  voor de pinguïns, beren en nijlpaarden, de restauratie van het Aquarium en het Vogelhuis, en het ontwerp van het Kleine Zoogdierenhuis. Pogingen om uit te breiden op het aanliggende Entrepotdokterrein liepen nog op niets uit. Jacobi had het streven om van Artis de dierentuin te maken met de meeste diersoorten in de collectie. Hoewel hij hier niet in slaagde, stond Artis op een bepaald moment wel in de top vijf van soortenrijkste dierentuinen ondanks de relatief geringe oppervlakte van de tuin. Het gevolg van deze verzamelwoede was dat niet alle dieren tegelijkertijd zichtbaar waren voor het publiek. Daarnaast was Jacobi betrokken bij de aanleg van Natuurpark Lelystad. In 1973 ging Jacobi met pensioen en hij werd opgevolgd door Bart Lensink.
- Gemeinsame Normdatei: 126676569
- International Standard Name Identifier: 0000 0000 1463 614X
- Nederlandse Thesaurus van Auteursnamen: 069002592
- Virtual International Authority File: 62546859
- WorldCat: E39PBJbxyChvPbD9hpXcM7VV4q